# Mahindra XUV 500

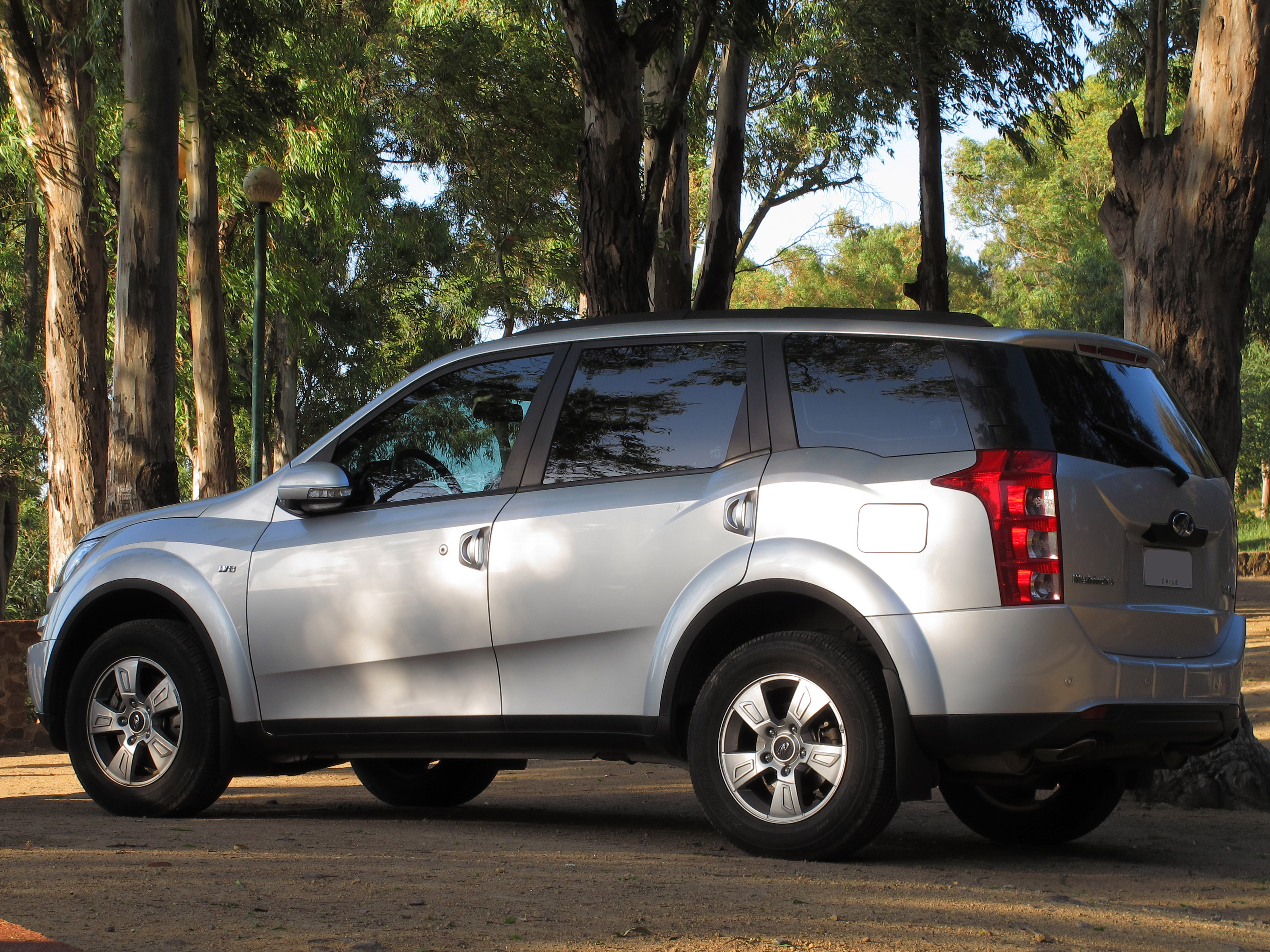
Heckansicht

Der Mahindra XUV 500 ist ein SUV des indischen Automobilherstellers Mahindra & Mahindra Limited.

## Geschichte
Vorgestellt wurde das Fahrzeug im September 2011. Gebaut wurde der XUV 500 im indischen Chakan und im indischen Nashik. Das SUV wurde ab 2014 auch auf einigen Märkten in Europa (u. a. Österreich, Spanien, Frankreich und Italien) angeboten, nicht jedoch auf dem deutschen Markt. Erhältlich war der Wagen als Fünf- oder Siebensitzer und mit Vorderrad- oder Allradantrieb. Im Herbst 2021 wurde die Baureihe durch den XUV 700 abgelöst.

## Technische Daten
Das Fahrzeug war zunächst ausschließlich mit einem 2,2-Liter-Dieselmotor erhältlich. Ende 2017 wurde auch ein 2,2-Liter-Ottomotor eingeführt.
|                                             | 2.2                         | 2.2 Diesel                  | 2.2 Diesel               |
| Bauzeitraum                                 | 12/2017–03/2020             | 10/2011–04/2018             | 04/2018–11/2021          |
| Motorkenndaten                              |                             |                             |                          |
| Motortyp                                    | R4-Ottomotor                | R4-Dieselmotor              | R4-Dieselmotor           |
| Motoraufladung                              | —                           | Turbolader                  | Turbolader               |
| Hubraum                                     | 2179 cm³                    | 2179 cm³                    | 2179 cm³                 |
| max. Leistung bei min−1                     | 103 kW (140 PS) / 4500      | 103 kW (140 PS) / 3750      | 114 kW (155 PS) / 3750   |
| max. Drehmoment bei min−1                   | 320 Nm / 2000–3000          | 330 Nm / 1600–2000          | 360 Nm / 1750–2800       |
| Kraftübertragung                            |                             |                             |                          |
| Antrieb, serienmäßig                        | Vorderradantrieb            | Vorderradantrieb            | Vorderradantrieb         |
| Antrieb, optional                           | (Allradantrieb)             | (Allradantrieb)             | (Allradantrieb)          |
| Getriebe, serienmäßig                       | 6-Gang-Schaltgetriebe       | 6-Gang-Schaltgetriebe       | 6-Gang-Schaltgetriebe    |
| Getriebe optional                           | 6-Gang-Automatikgetriebe    | 6-Gang-Automatikgetriebe    | 6-Gang-Automatikgetriebe |
| Messwerte                                   |                             |                             |                          |
| Höchstgeschwindigkeit                       | 185 km/h                    | 180 km/h                    | 185 km/h                 |
| Beschleunigung, 0–100 km/h                  | 13,0 s                      | 12,5 s                      | 11,5 s                   |
| Kraftstoffverbrauch auf 100 km (kombiniert) | 7,4 l Diesel (7,2 l Diesel) | 7,0 l Diesel (7,5 l Diesel) | k. A.                    |
| CO2-Emissionen, kombiniert:                 | 195 g/km (190 g/km)         | 183 g/km (197 g/km)         | k. A.                    |
| Tankinhalt:                                 | 70 l                        | 70 l                        | 70 l                     |

## Motorsport
Der XUV 500 sicherte sich den ersten Platz bei der Desert Storm Rally 2014 in Indien. Das Auto fuhr auch in drei Abschnitten der Rallye die schnellste Zeit.